# Canadair
Canadair je bio kanadski proizvođač zrakoplova i dijelova za zrakoplove sa sjedištem u Montrealu. Tvrtka je osnovana 1944. godine i od 1986. dio korporacije Bombardier Aerospacea.

## Proizvodi
Canadair je razvio niz tehničkih dostignuća. Kod modela CL-44D stražnji dio može biti potpuno otvoren da bi se olakšao utovar. CL-89 i CL-289 bili su prve bespilotne letjelice. CL-84 je zrakoplov koji može uzlijetati i slijetati okomito (VTOL) a CL-215 bio je prvi amfibijski zrakoplov namijenjen za gašenje požara.

## Vanjske poveznice
- Službena stranica Bombardiera
- Modeli Canadaira na Aérowebu